# 1838 az irodalomban
Az 1838. év az irodalomban.

## Megjelent új művek

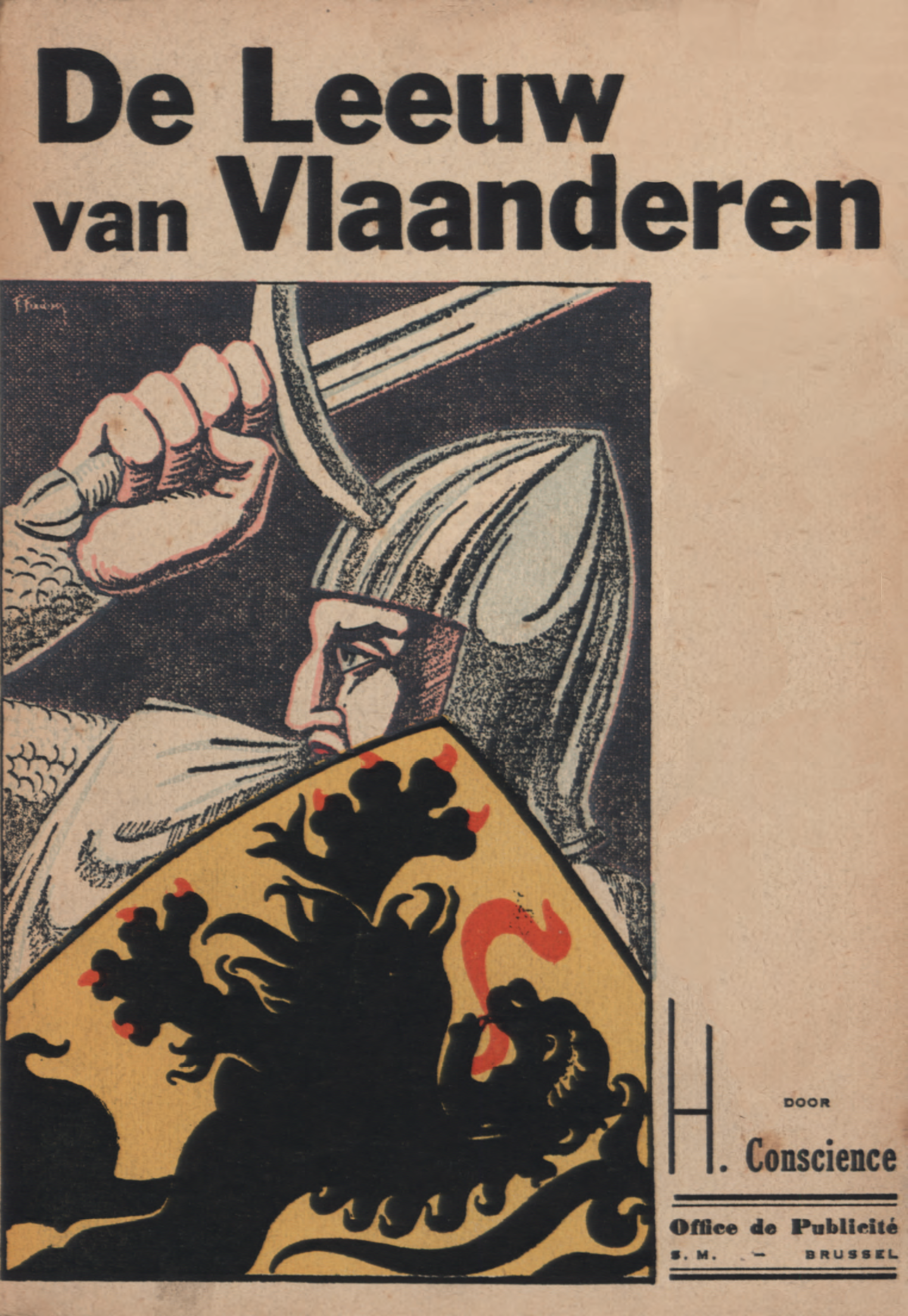
Flandria oroszlánja (1838)

Nicholas Nickleby (1838)

- Befejeződik Giacomo Casanova 1789 és 1798 között írt emlékirata Jean Laforgue által „javított” (vagy inkább átdolgozott) szövegének kiadása: a 12 kötet első kötetei 1826-ban, az utolsók 1838-ban jelennek meg
- Hendrik Conscience flamand író történelmi regénye: De Leeuw van Vlaanderen (Flandria oroszlánja)
- Karl Immermann regénye: Münchhausen
- Megjelenik folytatásokban Charles Dickens regénye, a Nicholas Nickleby (1838–1839); a Twist Olivér pedig – a folytatásos közlés után – önálló kötetben is
- Edgar Allan Poe egyetlen regénye: The Narrative of Arthur Gordon Pym of Nantucket (Arthur Gordon Pym nantucketi tengerész elbeszélése)

### Költészet
- Alphonse de Lamartine eposza: La chute d'un ange (Egy angyal bukása)
- Juliusz Słowacki poémája: Anhelli, „amelynek címadó hőse a hontalan és leigázott népet személyesíti meg.”[1]

### Dráma
- Bemutatják Victor Hugo drámáját: Ruy Blas (A királyasszony lovagja)

### Magyar nyelven

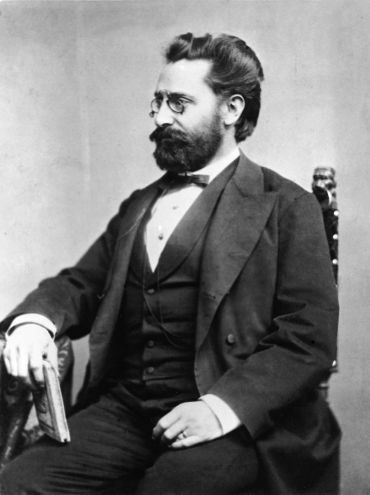
Ponori Thewrewk Emil

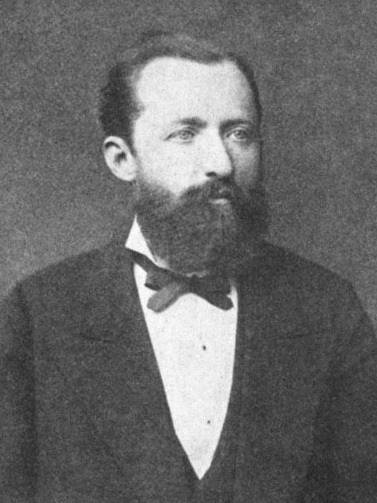
August Šenoa

- Vörösmarty Mihály drámája: Marót bán
- Gaal József: Peleskei nótárius, a bohózat ihletője Gvadányi József verses elbeszélése

## Születések
- január 7. – Győry Vilmos teológus, író, igen jelentős műfordító († 1885)
- február 10. – Ponori Thewrewk Emil magyar klasszika-filológus, a görög és latin költészet kimagasló műfordítója, Ábel Jenővel együtt a modern magyar klasszika-filológia megteremtője († 1917)
- február 26. – Bogdan Petriceicu Hasdeu moldáviai román író († 1907)
- szeptember 11. – Adam Asnyk lengyel költő, drámaíró († 1897)
- november 14. – August Šenoa, az első jelentős horvát regényíró, a romantika és a realizmus átmeneti idejének képviselője († 1881)

## Halálozások
- március 1. – Gelei József magyar író, műfordító (* 1754)
- augusztus 21. – Adelbert von Chamisso  francia származású német író, botanikus; nevét viseli a németül író külföldiek számára alapított díj (* 1781)
- augusztus 23. – Kölcsey Ferenc magyar költő, politikus, nyelvújító, a magyar himnusz szövegének szerzője (* 1790)
- november 10. – Ivan Petrovics Kotljarevszkij ukrán költő, író; a modern ukrán irodalom megalapítójaként ismert (* 1769)